# Internationaal Muziekmuseum en Bibliotheek
Het Internationaal Muziekmuseum en Bibliotheek (Italiaans: Museo internazionale e biblioteca della musica) is een instituut in de Italiaanse stad Bologna. Het museum werd geopend in 2004 en bezit het belangrijkste muzikale erfgoed van de stad. Het instituut is gevestigd in het Palazzo Sanguinetti (Strada Maggiore 34).

## Museum

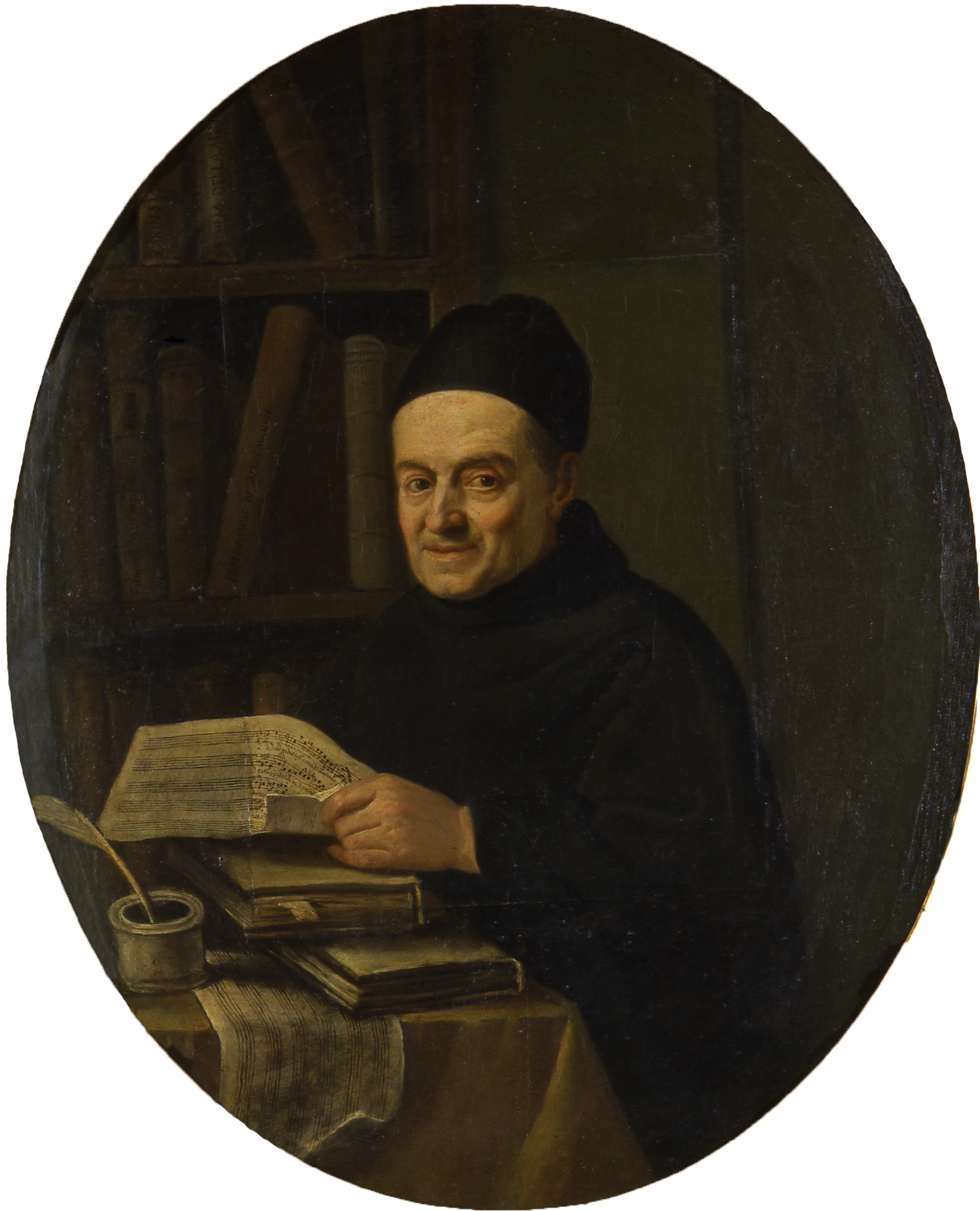
Portret van pater Martini, door Angelo Crescimbeni, 1770

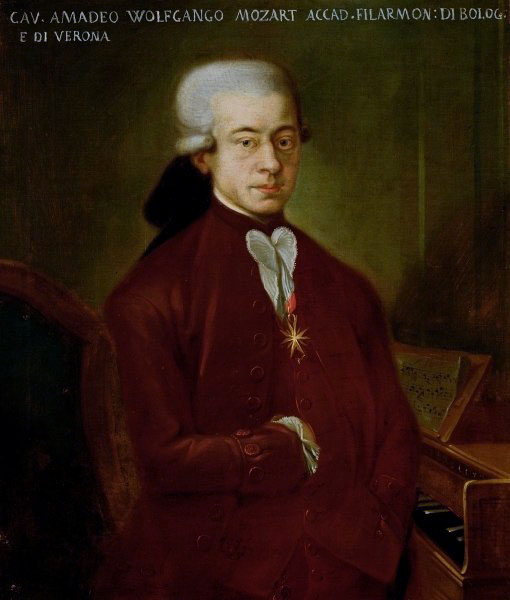
Portret van Mozart, onbekende Oostenrijkse schilder, 1777

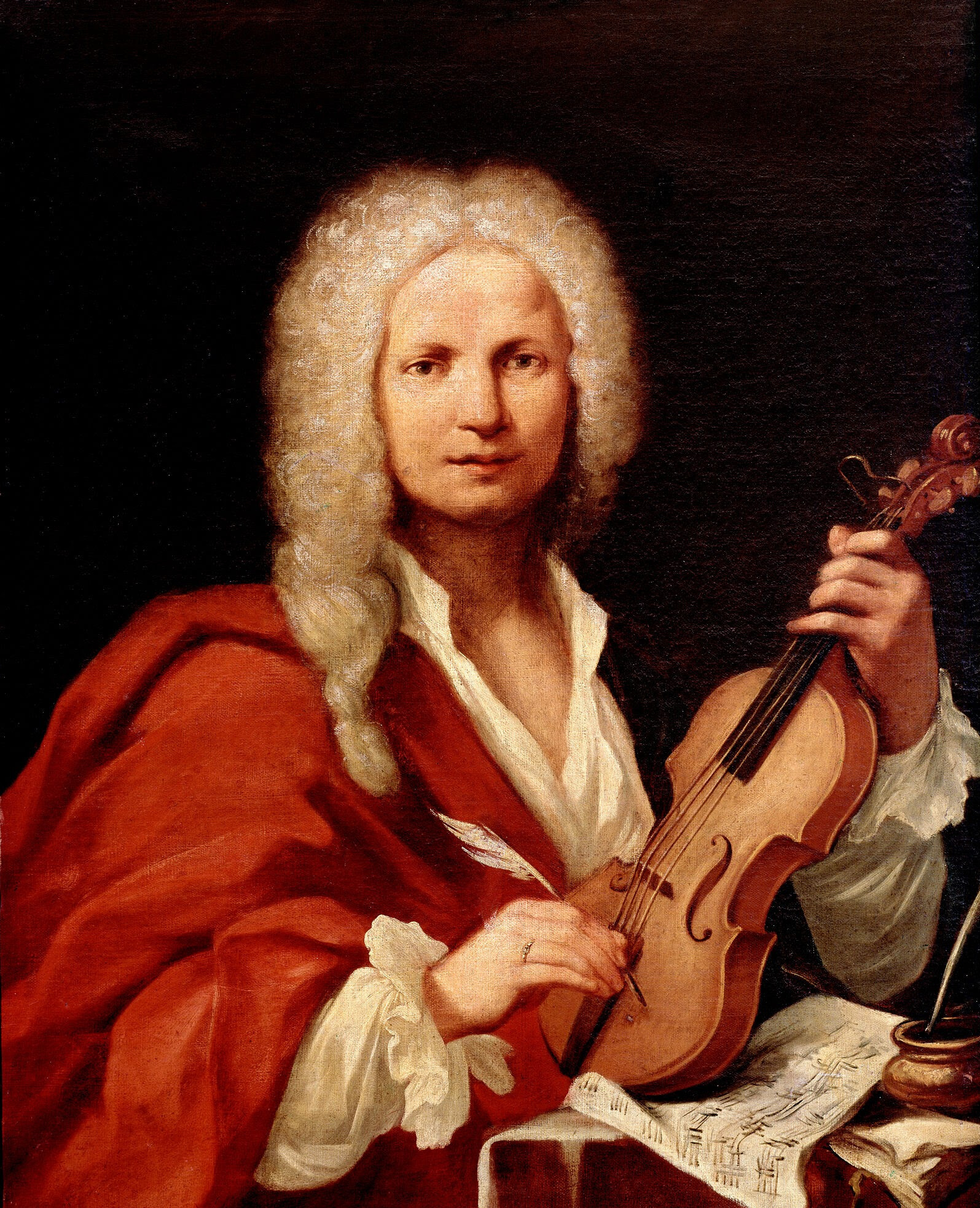
Portret van (vermoedelijk) Antonio Vivaldi, schilder onbekend, 18e eeuw

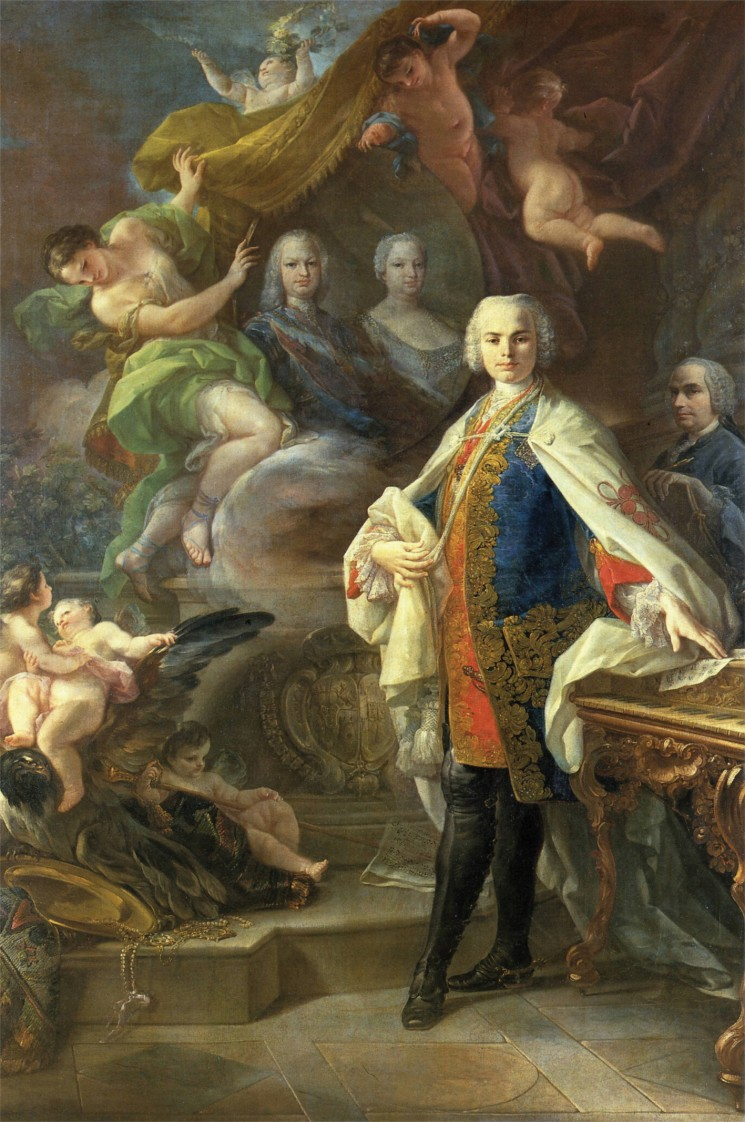
Farinelli met het Spaanse koningspaar op de achtergrond, Corrado Giaquinto, ca. 1753

## Ontstaan en geschiedenis
Het Civico Museo Bibliografico Musicale, dat in 1959 was opgericht om het muzikale erfgoed van Bologna te bewaren, veranderde in 2004 in Museo internazionale e biblioteca della musica. De hele collectie verhuisde toen naar het Palazzo Sanguinetti vanuit het voormalige San Giacomoklooster. Hier is nu het G.B. Martiniconservatorium is gevestigd, dat vernoemd is naar pater Martini. De collectie weerspiegelt de veelzijdigheid van de pater, die zijn uiteenlopende bezittingen in de 18e eeuw verzamelde.
Hoewel de muzikale geschiedenis van Bologna talloze verhalen voortgebracht heeft, is gekozen de presentatie te beperken tot een aantal hoofdthema's. Giambattista Martini speelt hierin een centrale rol, omdat naast zijn collectie ook zijn vrienden meegenomen zijn en de mensen met wie hij correspondeerde, zoals Christoph Willibald Gluck, Johann Christian Bach, Wolfgang Amadeus Mozart en Charles Burnley. Verder gaat het museum in op muziekboeken van de 16e tot de 19e eeuw, de opera uit de 18e eeuw met Farinelli in het middelpunt, de opera uit de 19e eeuw met Gioachino Rossini als centrale figuur, de geschiedenis van de muziektheorie van de 15e tot de 18e eeuw en ten slotte de geschiedenis van musici en muziekinstellingen uit Bologna.

### Rondgang
Direct bij binnenkomst van het museum wordt een zaal betreden die rijk gedecoreerd is alla boschereccia, oftewel met pastorale en landschappelijke voorstellingen. Hier staan twee chromatische harpen uit de 18e eeuw prominent opgesteld.
De zalen 2 en 3 zijn gewijd aan de geestelijke vader van het museum, pater Giambattista Martini, en de stukken die hij heeft nagelaten. Van hem is een portret te zien van de hand van Angelo Crescimbeni. Zaal 3 richt zich in het bijzonder op de contacten van Martini met vooraanstaande musici uit zijn tijd, onder wie de jonge Mozart en Johann Christian Bach, van wie een portret te zien is van de hand van Thomas Gainsborough. In deze zaal is ook de collectie muziekboeken van Giuseppe Maria Crespi te zien.
Zaal 4 richt zich op muziektheoretici van de 15e tot de 17e eeuw. Hier liggen traktaten over muziek, er hangen portretten van de schrijvers ervan en er zijn enkele bijzondere muziekinstrumenten te zien, zoals het originele Clavemusicum Omnitonum van Vito Trasuntino (Venetië, 1606).
Zaal 5 richt zich op muziekboeken en instrumenten uit de 16e en 17e eeuw. Er is hier een halfronde vitrinekast geplaatst om de gedecoreerde vloer beter te laten uitkomen. In de vitrine liggen enkele werken uit het einde van de 15e eeuw, waaronder het Harmonice musices Odhecaton A (1501) van Ottaviano Petrucci. Dit was het eerste gedrukte muziekboek na de ontdekking van de boekdrukkunst. Ook zijn er diverse muziekinstrumenten te zien: luiten, fluiten, pochettes (kleine violen die door de balmeester werden gebruikt), draailieren, een serpent en een aantal exemplaren van een hoorn en een zink. Ten slotte is in deze zaal nog een bijzondere teorbe in de vorm van een gitaar te zien.
Zaal 6 staat - net als zaal 7 - in het teken van de opera. Zaal 6 richt zich op de 18e eeuw en in het bijzonder op de castraatzanger Carlo Broschi, beter bekend onder zijn artiestennaam Farinelli. Hij is te zien op een groot schilderij van Corrado Giaquinto. Ook van andere castraatzangers zijn portretten te zien. Verder hangen er schilderijen van componisten, zoals Antonio Vivaldi en Domenico Cimarosa.
Zaal 7 is gericht op de opera uit de 19e eeuw, in het bijzonder op Gioachino Rossini. Van hem zijn portretten en borstbeelden te zien en ook libretto's van de eerste optredens van de zangeres Isabella Coltran, zijn eerste vrouw. Er is een handgeschreven partituur van De barbier van Sevilla en van zijn Stabat Mater, maar er zijn ook persoonlijke voorwerpen van de componist, zoals zijn bed, zijn kamerjas, zijn toupet en zijn Pleyel-piano uit 1844.
Zaal 8 heeft als thema muziekboeken en instrumenten uit de 18e en 19e eeuw. Er zijn dwarsfluiten, klarinetten en enkele exemplaren van de viola d'amore, maar ook partituren van Torelli, Vivaldi, Bertoni en anderen. Verder is er een buccina, een blaasinstrument dat in Lyon gemaakt werd door Jean Baptiste Tabard.
De laatste zaal besteedt aandacht aan twee personen uit het recentere muzikale leven van Bologna: Giuseppe Martucci en Ottorino Respighi. Er zijn portretten en foto's te zien en ook enkele voorwerpen uit het bezit van het Respighi-fonds, die in 1961 door zijn vrouw aan het museum werden geschonken. Dit gebeurde ter gelegenheid van de 25e sterfdag van de componist. In deze zaal hangt ook een portret van de musicus Arrigo Serato van de hand van Felice Casorati.
Ook is in het museum de gereconstrueerde werkplaats te zien van de vioolbouwer Otello Bignami (1914-1989) uit Bologna.

## Bibliotheek

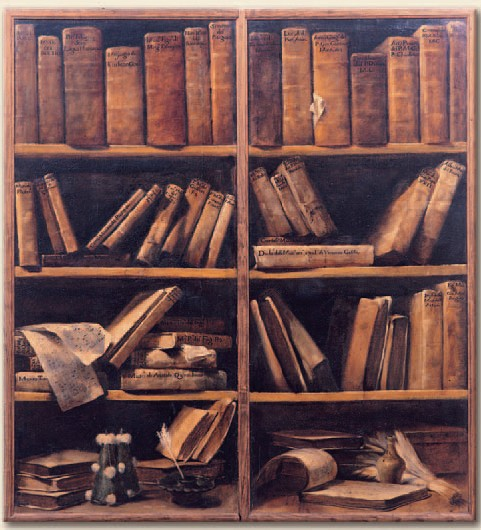
Boekenkast met muziekboeken, Giuseppe Maria Crespi, ca. 1720-1730

De collectie is afkomstig van Giambattista Martini en beschrijft de 16e tot de 18e eeuw. Tussen de stukken bevinden zich incunabelen, kostbare manuscripten, operalibretto's en de verzameling door hemzelf geschreven teksten en brieven. Hij hield een uitgebreide correspondentie bij met geleerden en musici uit zijn tijd. Dankzij de tussenkomst van Stanislao Mattei, leerling en opvolger van Martini, bleef de collectie de confiscatie door Napoleon bespaard.
In 1816 werd alles (ongeveer 17.000 banden) geschonken aan het muzikale lyceum (Liceo musicale) van Bologna, dat in 1804 werd gevestigd in de Basiliek van Sint-Jakobus de Meerdere bij het voormalige Augustijnenklooster. In de loop van de negentiende en twintigste eeuw werd de bibliotheek steeds uitgebreider. Dat gebeurde niet alleen door het opnemen van materiaal dat ten behoeve van het onderwijs in het Lyceum gemaakt was (Gioachino Rossini, Gaetano Donizetti en Ottorino Respighi waren beroemde oud-studenten en Luigi Mancinelli, Giuseppe Martuccien Ferruccio Busoni waren beroemde directeuren van de school), maar ook door de gerichte aankoop van zeldzame en kostbare boeken door Gaetano Gasparri. Hij werd in 1855 tot bibliothecaris benoemd en categoriseerde de hele inventaris. Postuum werd uit zijn naam de Catalogo della Biblioteca del Liceo Musicale di Bologna gepubliceerd. Deze catalogus is online te raadplegen.
Sinds de overname van het Liceo musicale in 1942 door de staat kreeg het de naam Koninklijk Conservatorium (Regio Conservatorio di Musica). De gemeente Bologna besloot toen om al het erfgoed samen met de bijbehorende schilderijenverzameling in stand te houden, waartoe in 1959 het Civico Museo Bibliografico Musicale werd opgericht.
Dit museum werd in 2004 verhuisd naar het Sanguinetti-paleis. De naam werd gewijzigd in Museo internazionale e biblioteca della musica. Het instituut bestaat uit twee locaties: een ruime keus boeken, schilderijen en muziekinstrumenten staat tentoongesteld in het Palazzo Sanguinetti aan de Strada Maggiore 34, terwijl verreweg de meeste boeken te vinden zijn op het adres Piazza Rossini 2, in ruimtes bij het G.B. Martiniconservatorium (het voormalige San Giacomoklooster).

## Galerij

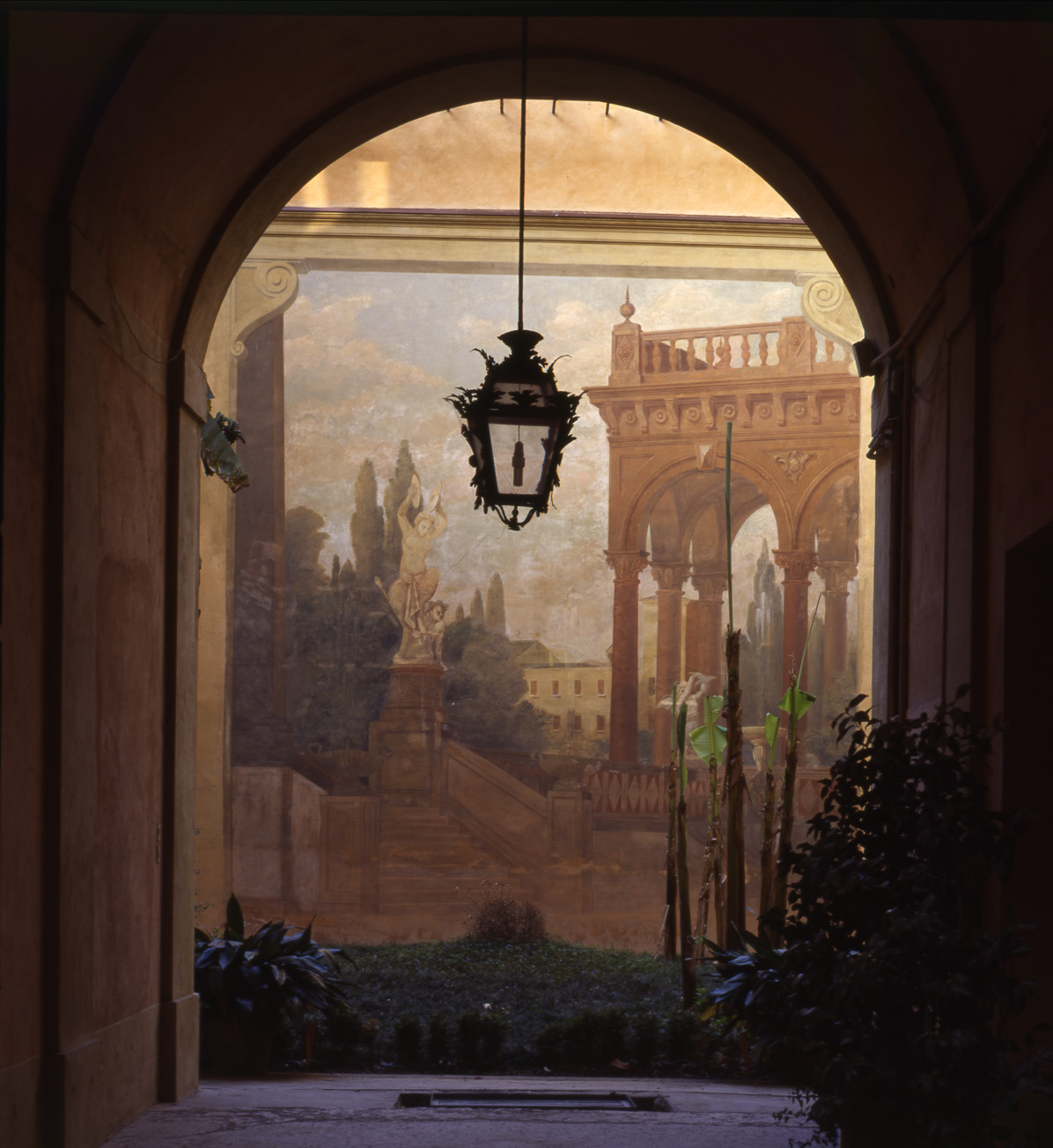
Ingang - Trompe l'oeil, Luigi Busatti
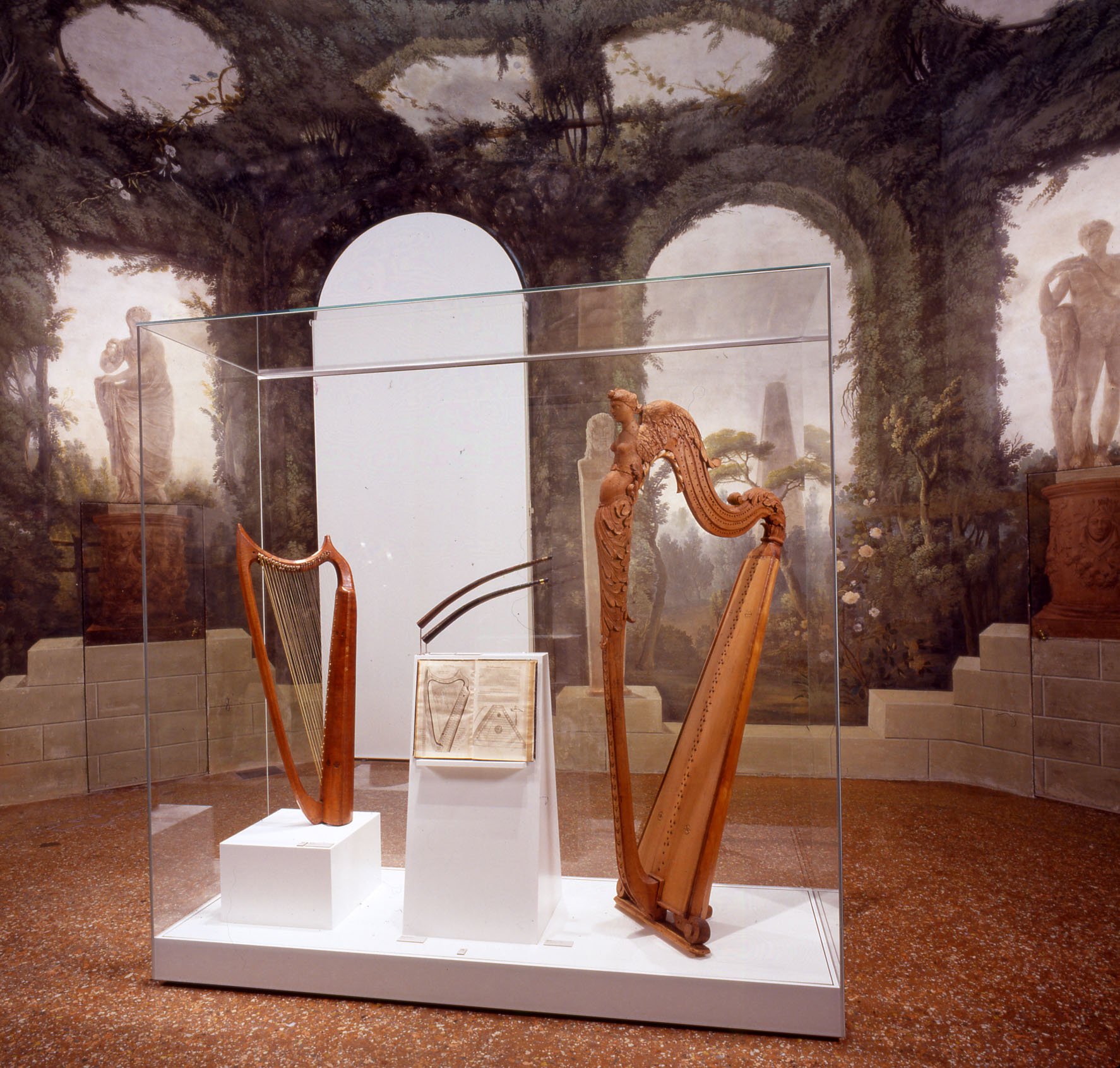
Zaal 1 - Alla boschereccia
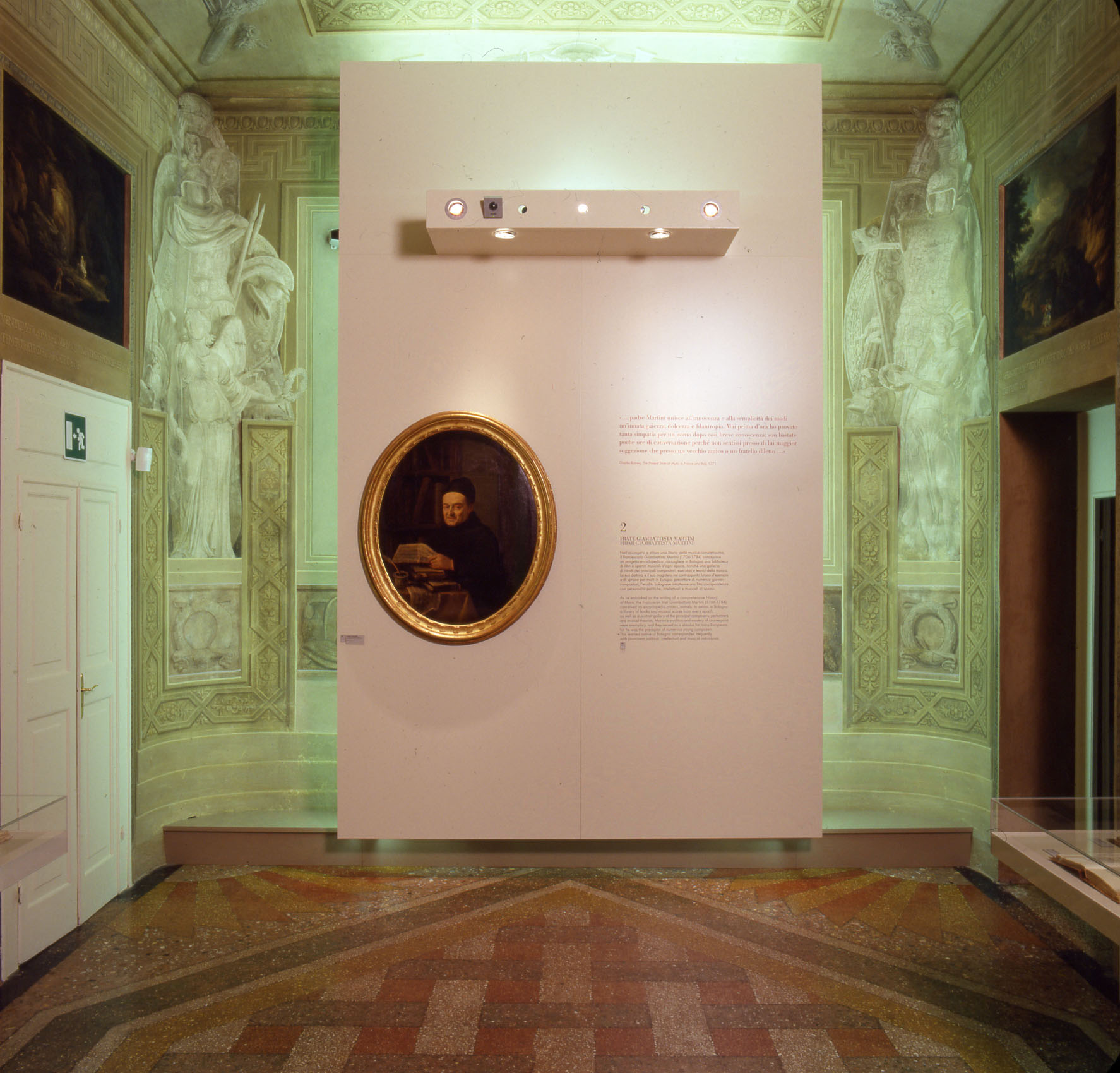
Zaal 2 - Pater Giambattista Martini
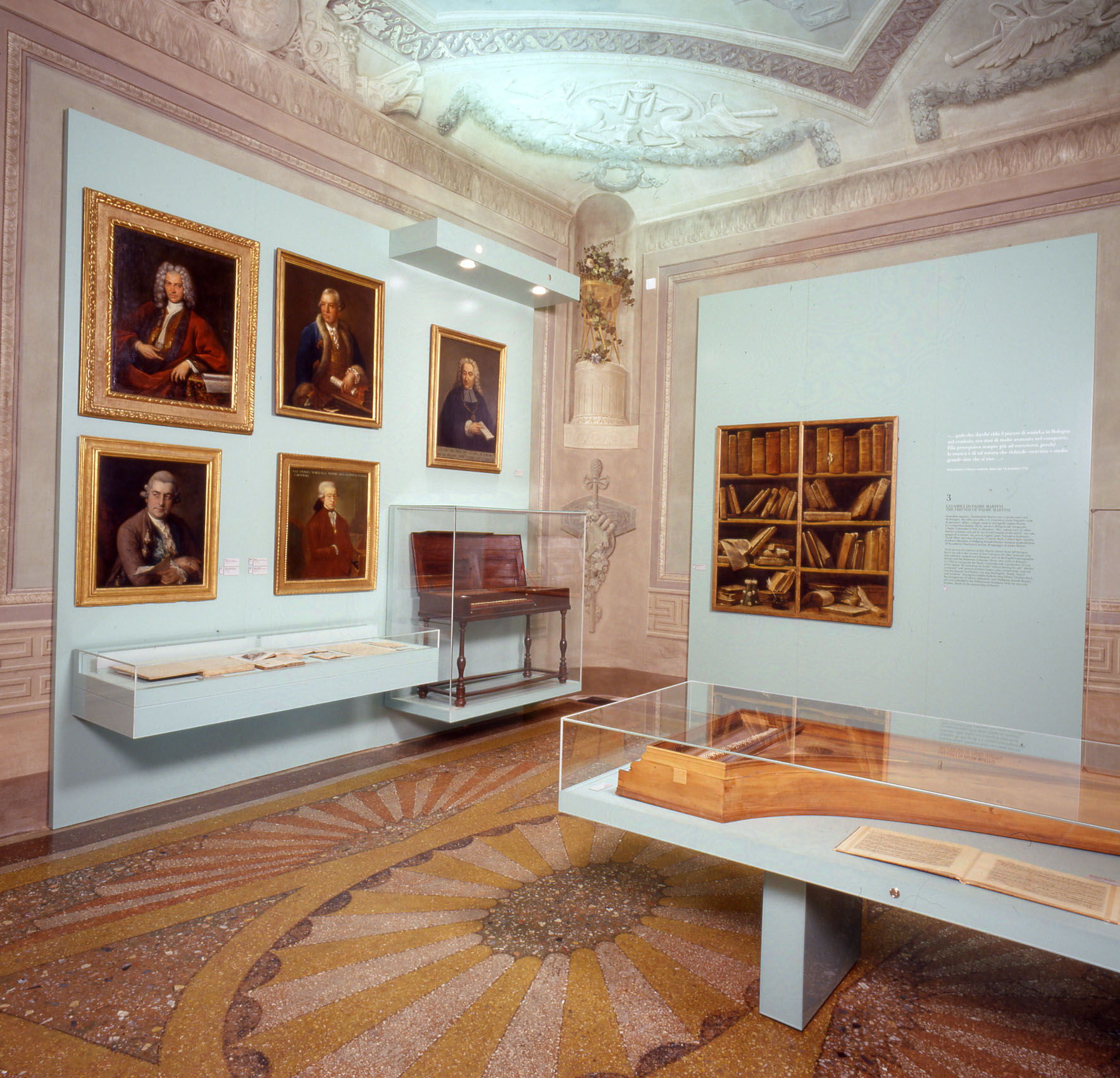
Zaal 3 - Vrienden van Pater Martini
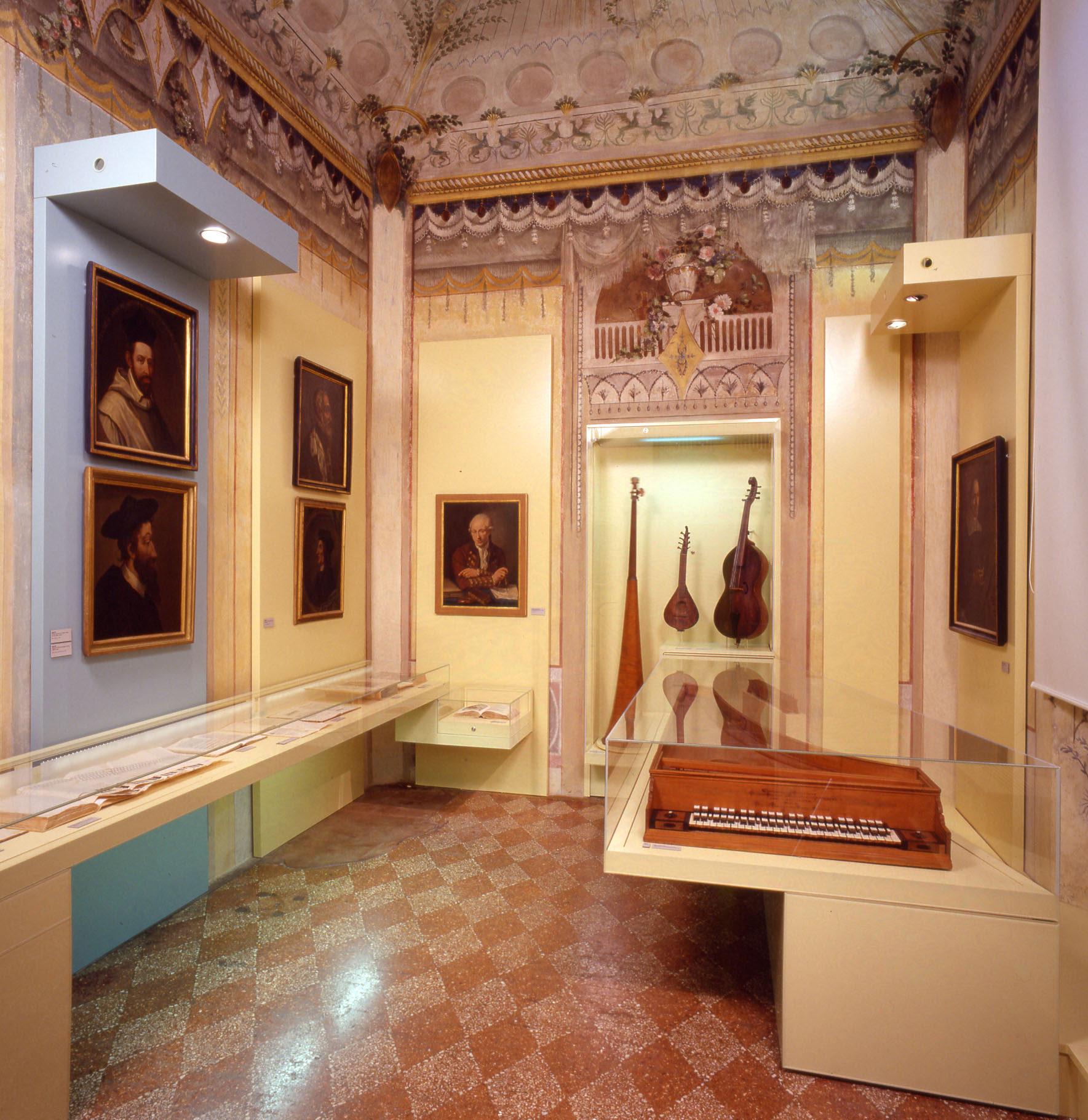
Zaal 4 - Het idee van de muziek
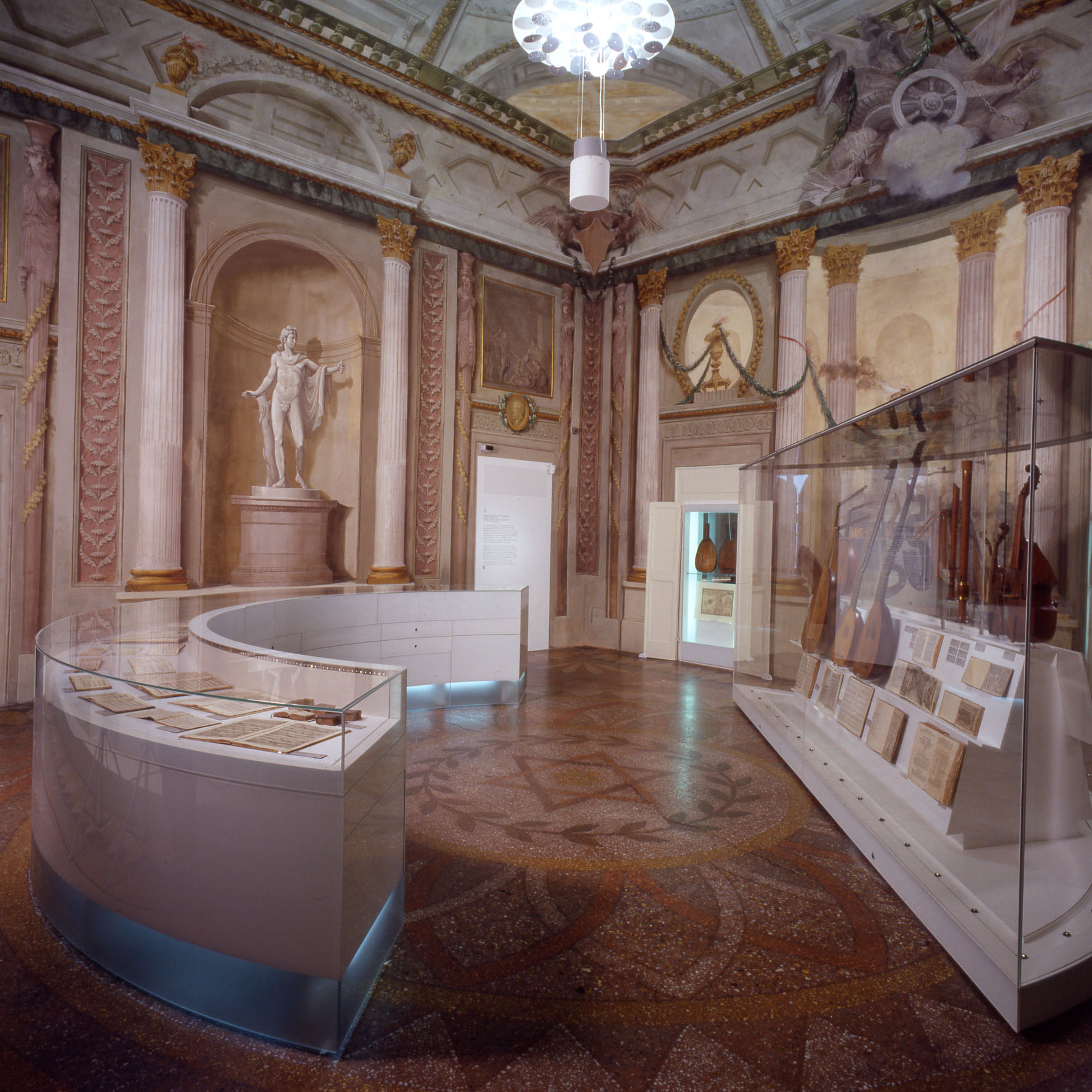
Zaal 5 - Muziekboeken uit de 16e-17e eeuw
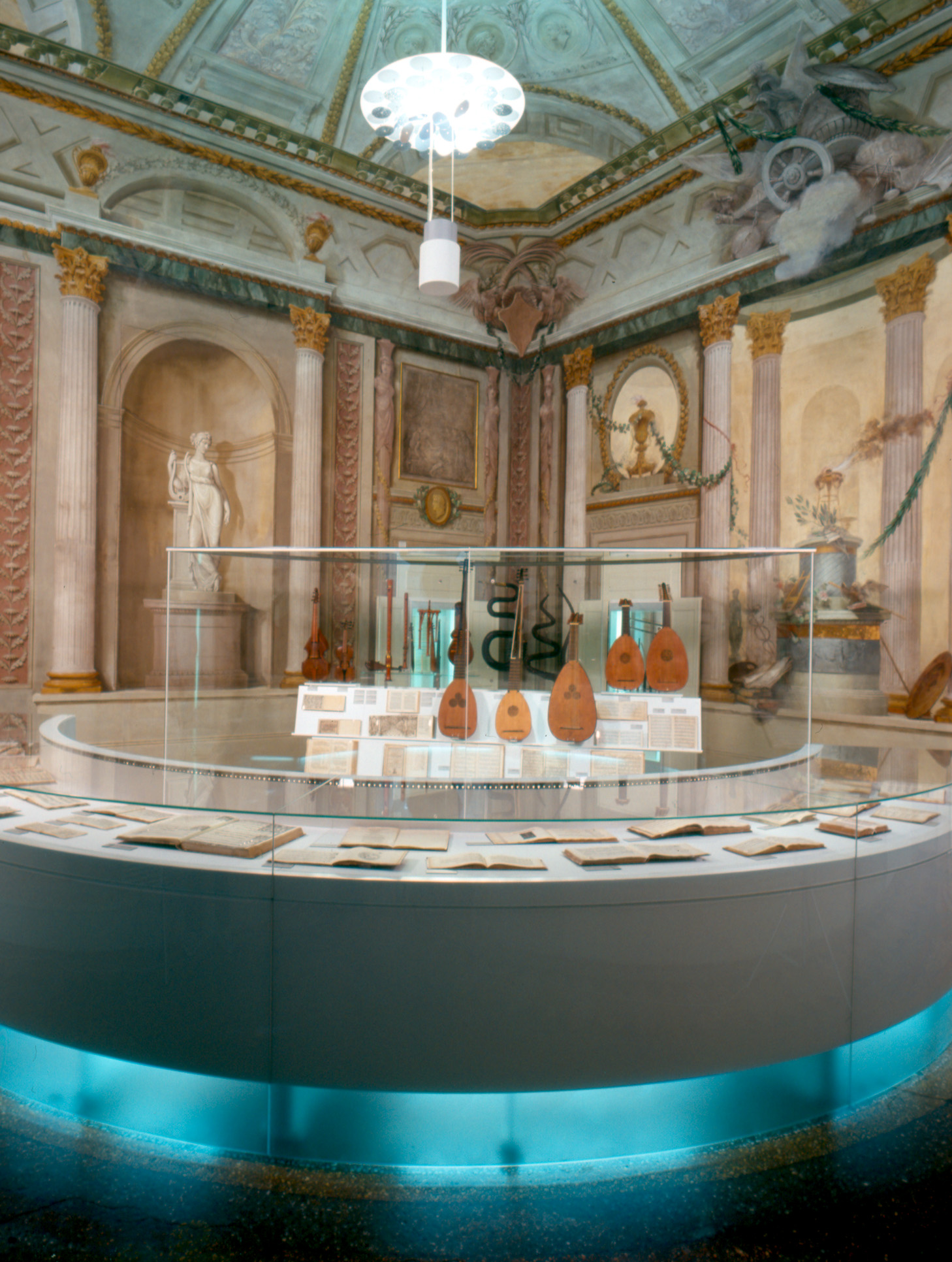
Zaal 5 - Muziekboeken uit de 16e-17e eeuw
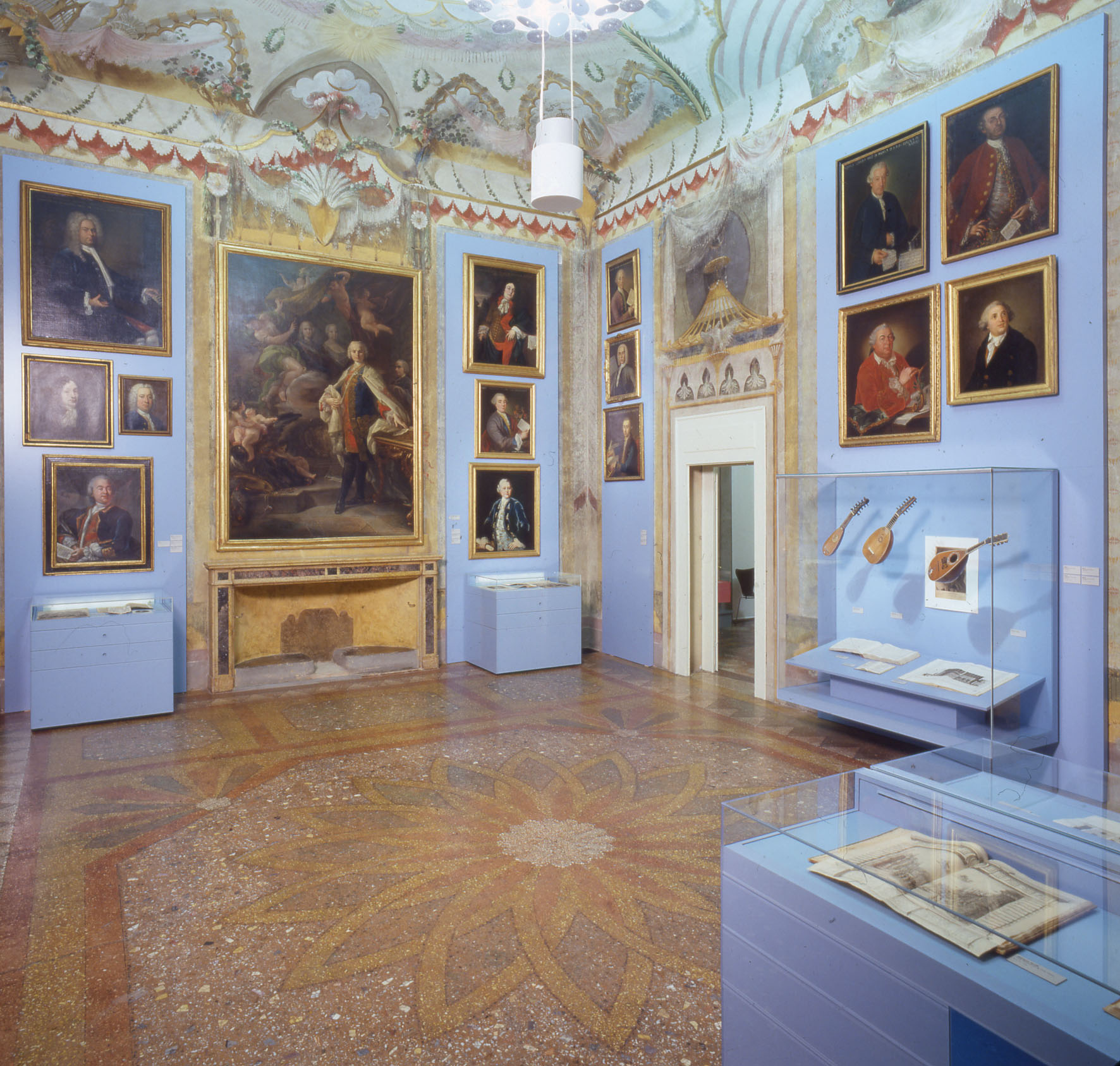
Zaal 6 - Farinelli en de Italiaanse opera in de 18e eeuw
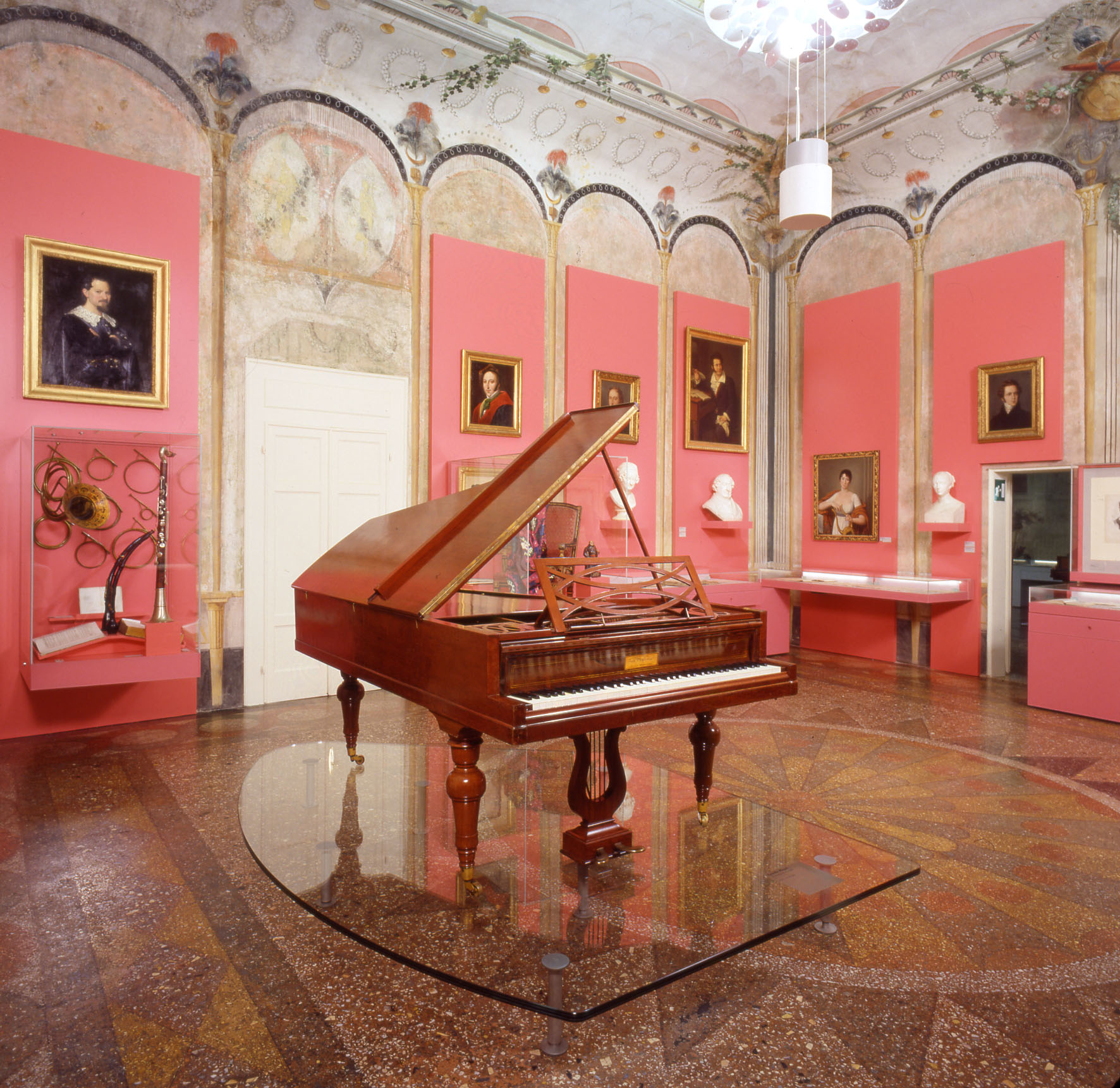
Zaal 7 - Gioachino Rossini en de opera van de 19e eeuw
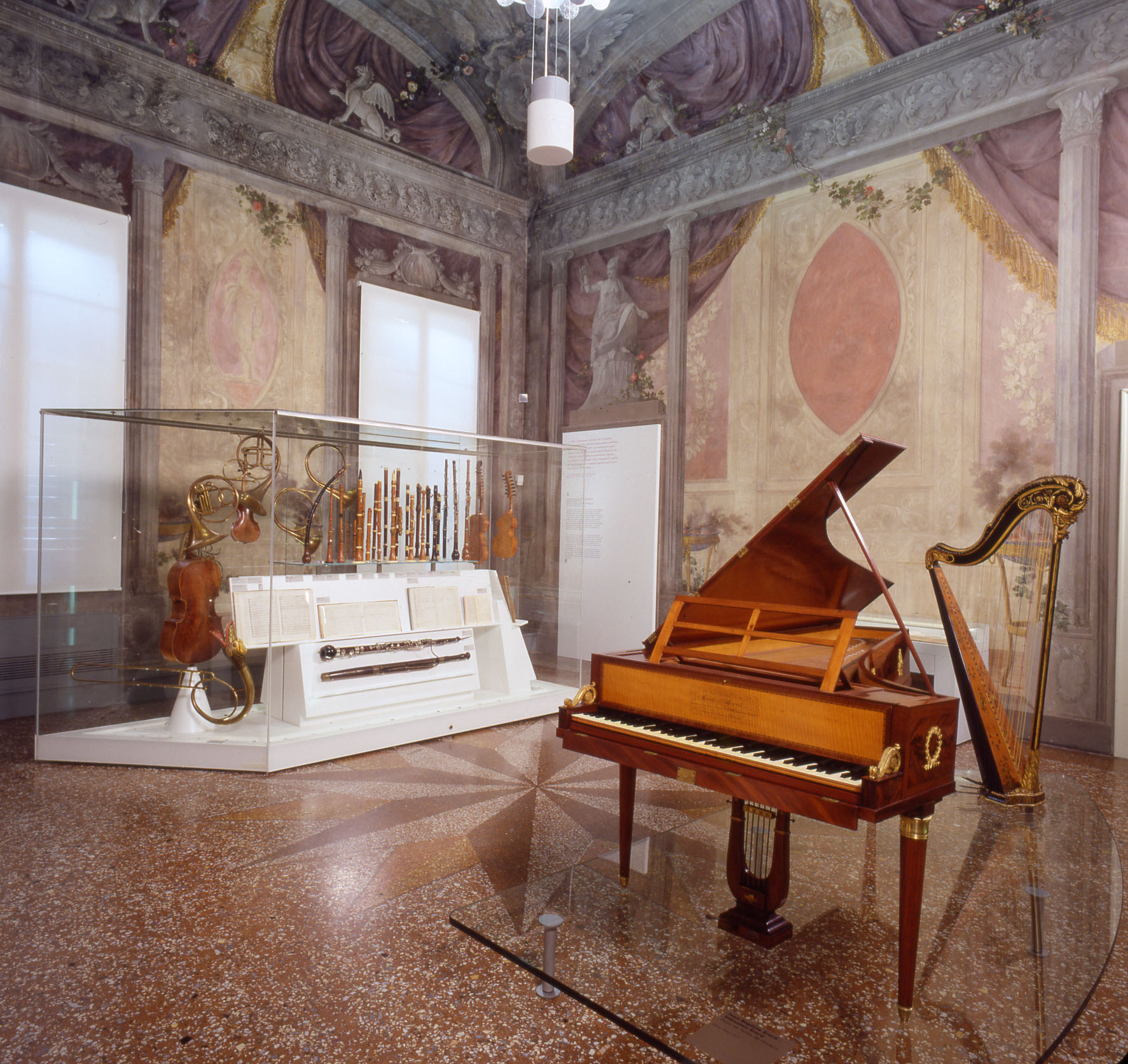
Zaal 8 - Muziekboeken uit de 18e-19e eeuw
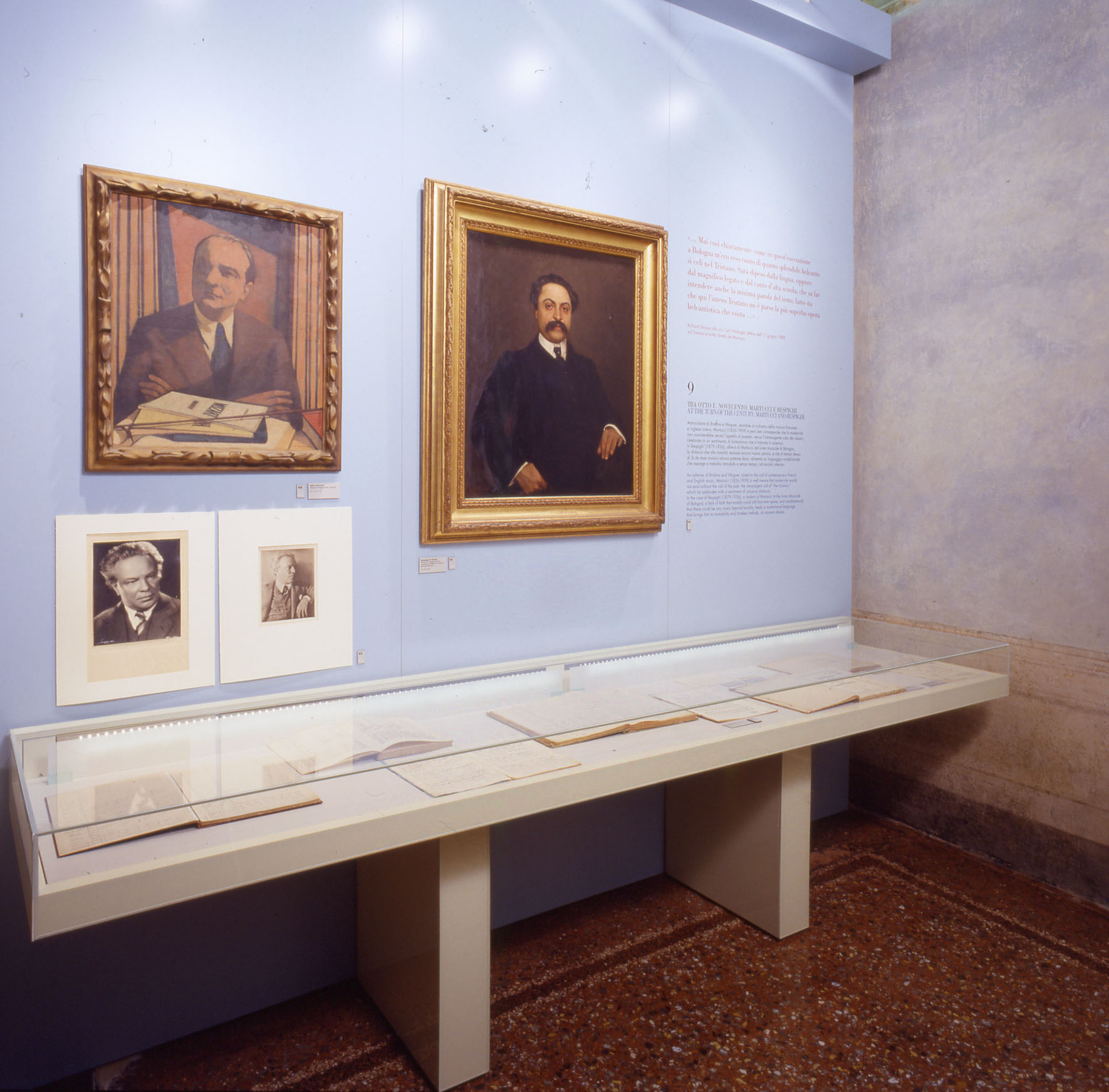
Zaal 9 - De 19e en 20e eeuw: Martucci en Respighi